# Malayotyphlops koekkoeki
Malayotyphlops koekkoeki — вид змій родини сліпунів (Typhlopidae). Мешкає в Індонезії і Малайзії. Вид назвавний на честь нідерландського натураліста Марінуса Адріануса Куккука молодшого (1873-1944)

## Поширення і екологія
Malayotyphlops koekkoeki мешкають в малайській провінції Саравак на острові Калімантан, а також на індонезійському острові Буню